# Phil Gunter
Philip Edward Gunter (6 tháng 1 năm 1932 – 13 tháng 7 năm 2007) là một cầu thủ bóng đá người Anh thi đấu cho Portsmouth và Aldershot.

## Sự nghiệp
Gunter dành hầu hết sự nghiệp cùng với Portsmouth, có hơn 300 lần ra sân ở giải vô địch cho câu lạc bộ từ năm 1951 đến năm 1964. Ông kết thúc sự nghiệp cùng với Aldershot.
Gunter cũng đại diện quốc gia ở cấp độ quốc tế, thi đấu 1 lần cho Anh B và U-23 Anh.

## Đời sống cá nhân
Gunter chuyển đến Úc sau khi giải nghệ. Ông là anh trai của David Gunter, cũng thi đấu ở Football League.